# Marvel Moreno
Marvel Moreno (Barranquilla, 23 settembre 1939 – Parigi, 5 giugno 1995) è stata una scrittrice colombiana.

## Biografia
Marvel Luz Moreno Abello nasce il 23 settembre 1939 a Barranquilla da una famiglia molto in vista nella città.
Eletta regina del Carnevale di Barranquilla nel 1959, si trasferisce a Parigi nel 1969 e lì inizia a scrivere e pubblicare su riviste i primi racconti.
Nel corso della sua carriera letteraria dà alle stampe due raccolte di racconti (tre considerando la collezione postuma) e un romanzo, In dicembre tornavano le brezze, inisgnito del Premio Cavour nel 1989.
Muore a 56 anni il 5 giugno 1995 a causa delle complicazioni di un enfisema.

## Opere principali

### Romanzi
- In dicembre tornavano le brezze (En diciembre llegaban las brisas, 1987), Firenze, Giunti, 1988 traduzione di Monica Molteni e Anna Roberto ISBN 88-09-20094-2.

### Racconti
- Qualcosa di brutto nella vita di una signora perbene[6] (Algo tan feo en la vida de una señora bien, 1980), Milano, Jaca Book, 1997 traduzione di Monica Molteni ISBN 88-16-50230-4.
- El encuentro y otros relatos (1992)
- Cuentos completos (2005)

## Alcuni riconoscimenti
- Premio Grinzane Cavour per la narrativa straniera: 1989 per In dicembre tornavano le brezze